# Conjunto histórico de Jérica
El Conjunto histórico de la localidad de Jérica, en la comarca del Alto Palancia, de la provincia de Castellón, España, está declarado Bien de Interés Cultural, según la Dirección General de Patrimonio Artístico de la Generalidad Valenciana, con anotación ministerial R-I-53-0000604 y fecha de anotación 17 de diciembre de 2005.

## Historia
Jérica ha tenido importancia histórica como asentamiento de población en determinadas épocas. Existen restos que indican que ya había población en la prehistoria, y también hay abundantes muestras de haber vivido una intensa romanización (se han encontrado numerosas lápidas romanas dispersas por el término, con inscripciones latina, restos de cerámica de diferentes épocas, monedas…)  incluso existió un arco romano cuya ubicación exacta no se conoce. También estuvo habitada durante el dominio árabe, hecho que queda patente en los sucesivos intentos de conquistarla y mantenerla como zona cristiana desde tiempos de Rodrigo Díaz de Vivar, que supuestamente la conquistó en el 1098, aunque volvió a estar bajo el dominio árabe muy pronto. Fue definitivamente conquistada por las tropas cristianas del rey Jaime I de Aragón el año 1235, bajo el mando de Guillem de Montgriu, arzobispo de Tarragona.  Es el propio rey quien otorga la carta de población a Jérica el año 1249. Más tarde la donó a Teresa Gil de Vidaure, con lo que se creó el señorío de Jérica, con dominio sobre varios pueblos circundantes,  siendo el primer señor Jaime I de Jérica, hijo del rey y de Teresa Gil. Desde entonces pasó por diversas manos, hasta que en 1564 vuelve a la Corona. En 1707  Felipe V  la donó al duque de Berwick.
Su configuración actual se debe a diversos acontecimientos que incidieron directamente en la trama urbana, que por una parte está condicionada por la orografía del terreno donde se asienta y, por otra, la expansión del castillo desde la parte alta del monte en descenso por la parte opuesta al río Palancia.  Así, tenemos que hasta mediados del siglo XVI se desarrollaron los tres recintos sucesivos más característicos del casco antiguo., que posteriormente serían integrados en los edificios de la misma villa, de los que actualmente forman parte, quedando pocos restos exentos, al tiempo que la población sigue expandiéndose extramuros creando arrabales.

## Descripción
Jérica se ubica en las estribaciones del promontorio rocoso cortado en la parte oeste por el cauce del río Palancia, dando lugar a la aparición de un precipicio que deja inaccesible gran parte de la población, lo cual la protege como muralla natural de la parte alta del castillo. La población desciende desde la parte alta de la Peña Tajada, donde se encuentran los restos de la torre del homenaje del  castillo, de forma escalonada y describiendo semicírculos, hacia el valle, presentando como límite exterior de su recinto amurallado, durante mucho tiempo, el propio camino real existente.
El conjunto posee un gran valor, no sólo monumental sino también desde el punto de vista paisajístico. Conserva en su término municipal restos de arquitectura defensiva, importantes edificios religiosos e interesantes muestras de arquitectura popular.
Dentro del conjunto histórico hemos de destacar el conjunto formado por El castillo, las murallas y la ermita de san Roque.
En lo que constituiría el primer recinto se localiza el castillo, donde existen restos de antiguos muros, así la torre del Homenaje llamada también de San Juan; también se encuentra el primitivo templo ([Ermita de San Roque (Jérica)|Ermita de San Roque]]) elevado está construida sobre la antigua mezquita como atestiguan documentos históricos que se poseen. Aún se conservan restos de este recinto primigenio: parte de los muros, así como tres torreones (de los cuales uno está en la calle del Castillo y presenta planta rectangular; otro en la calle San Roque de planta circular y común a los tres recintos; por último uno que pasó a formar parte de la actual ermita).

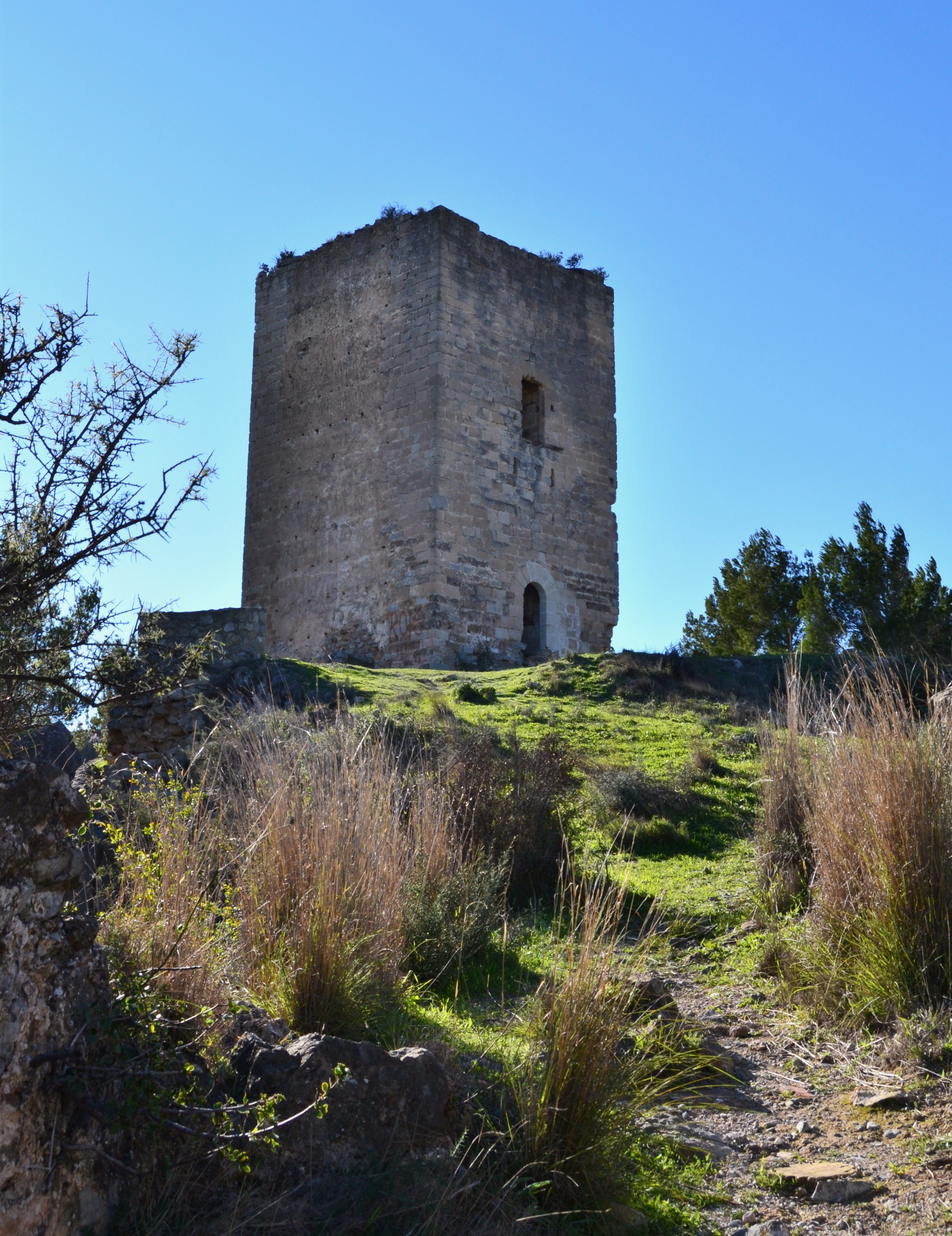
Castell de Xèrica, torre de l'Homenatge.
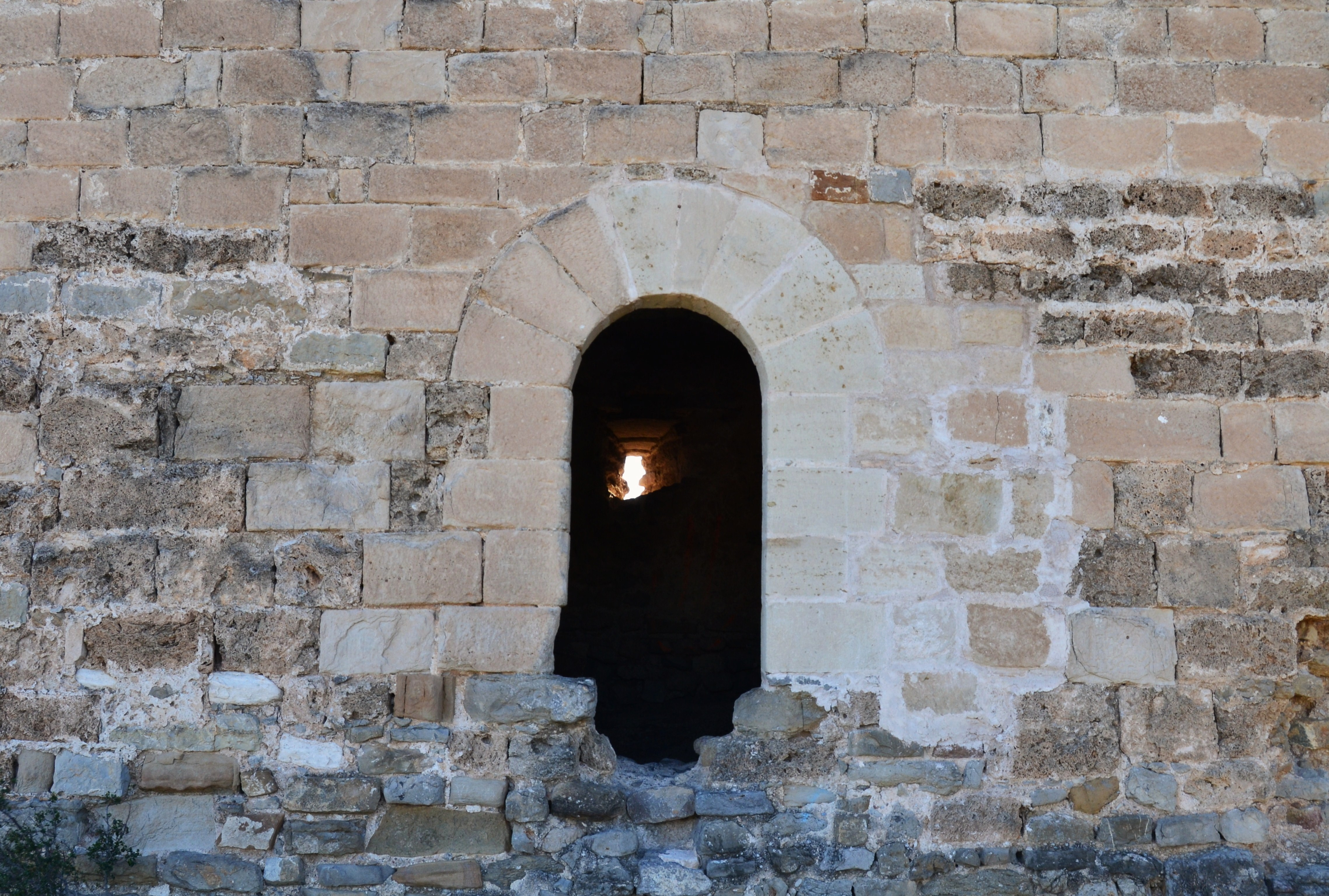
Puerta de la torre del Homenaje.
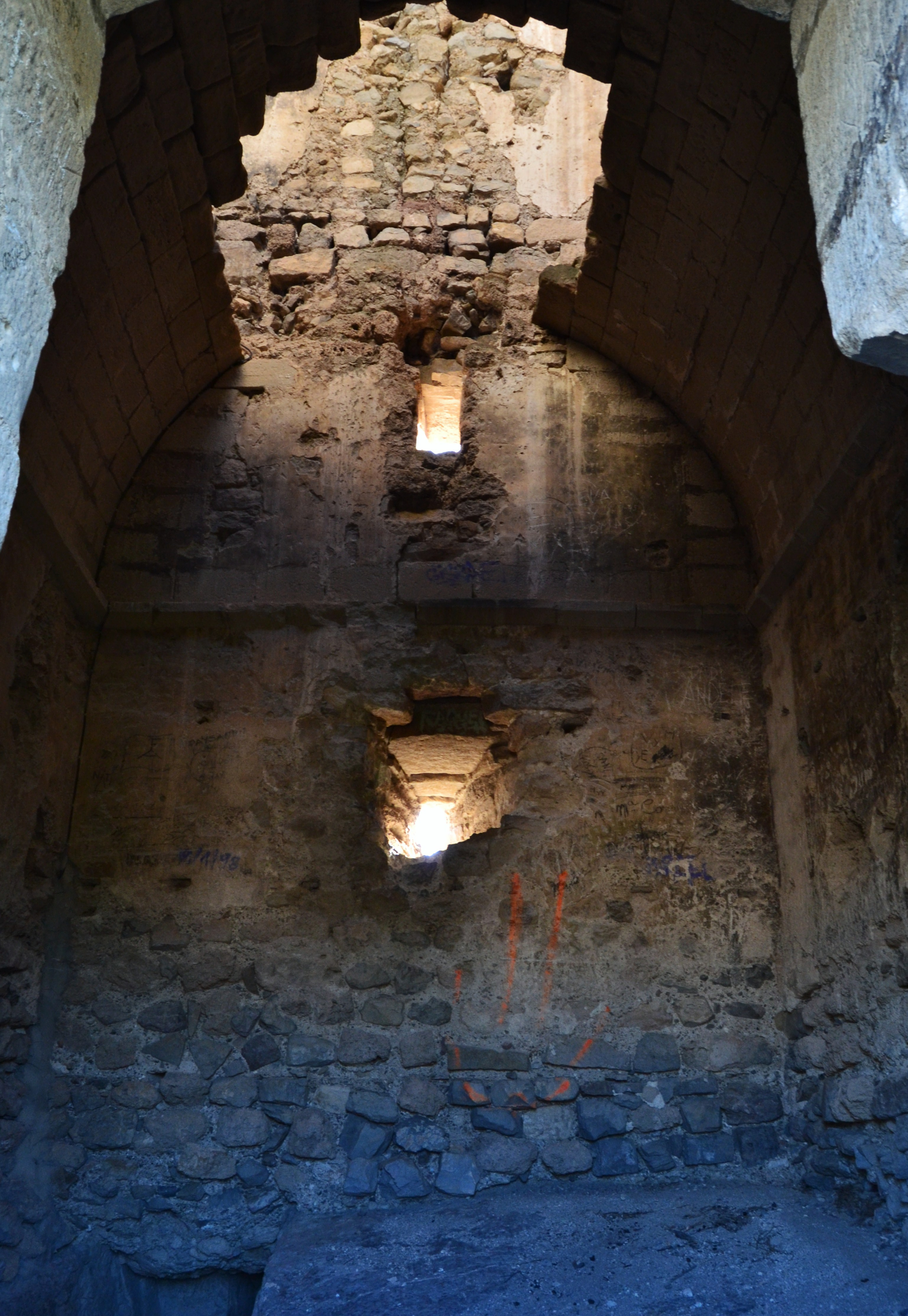
Interior de la torre  torre del Homenaje.
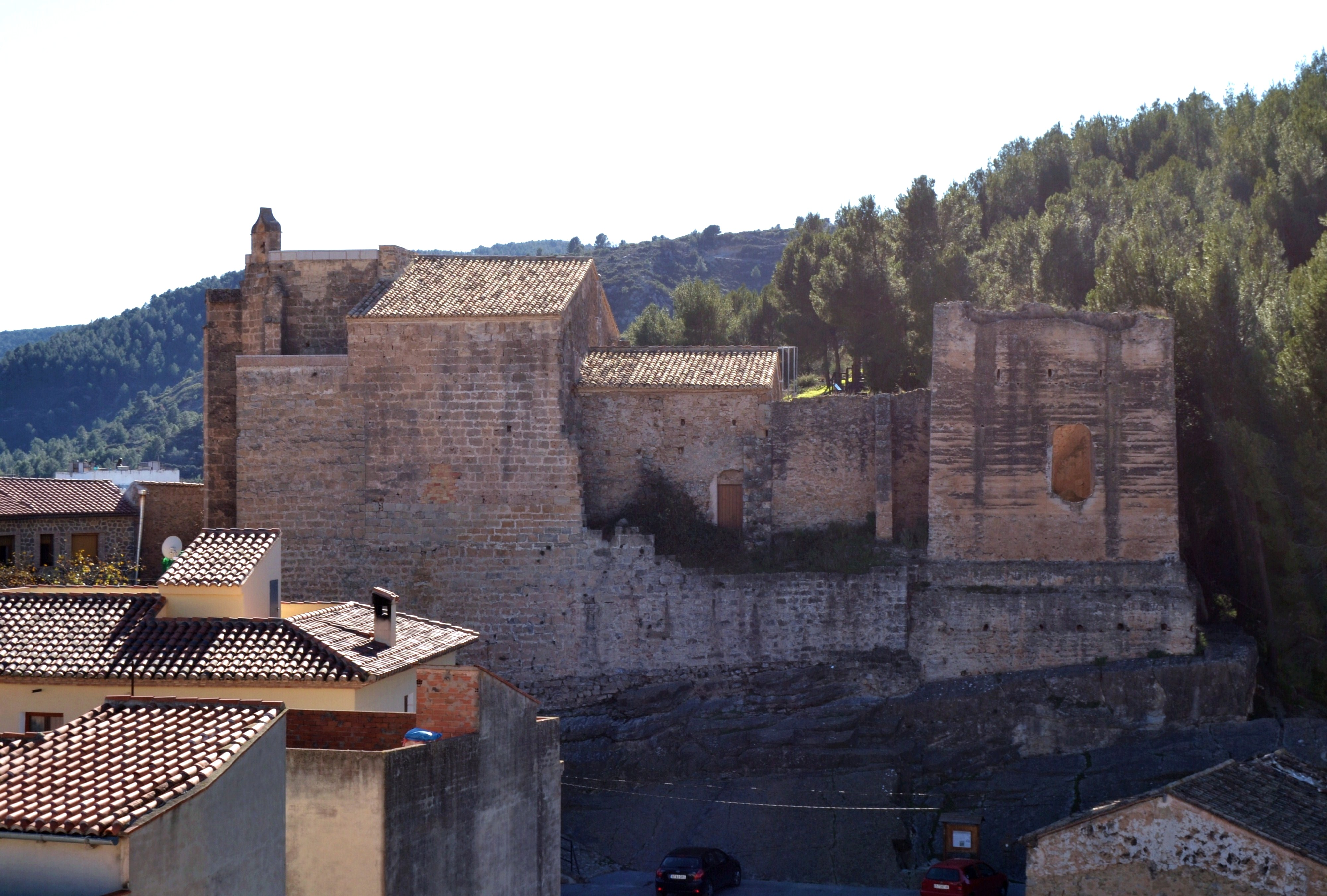
Ermita de San Roque.
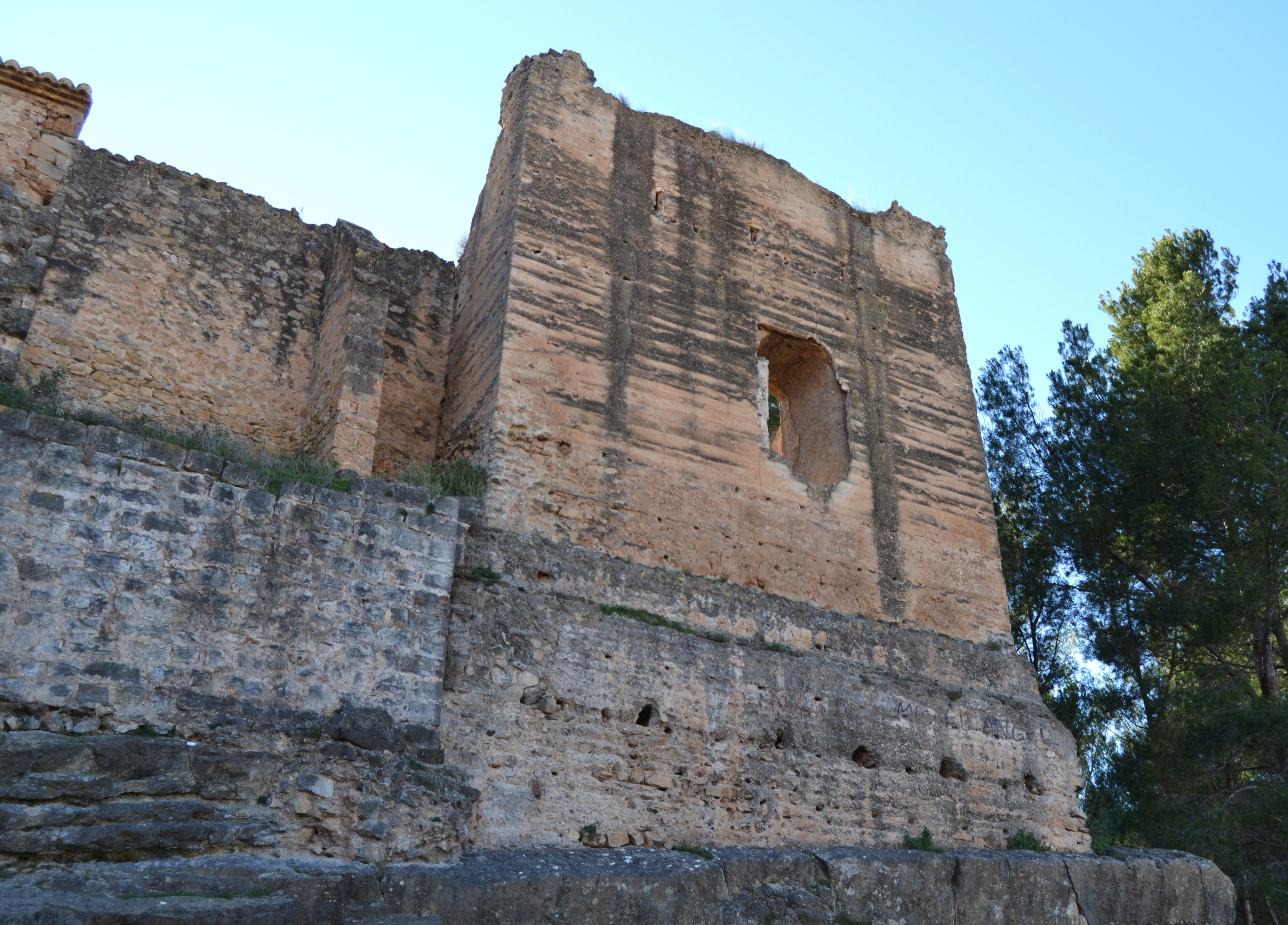
Torre  al lado de la ermita de San Roque.
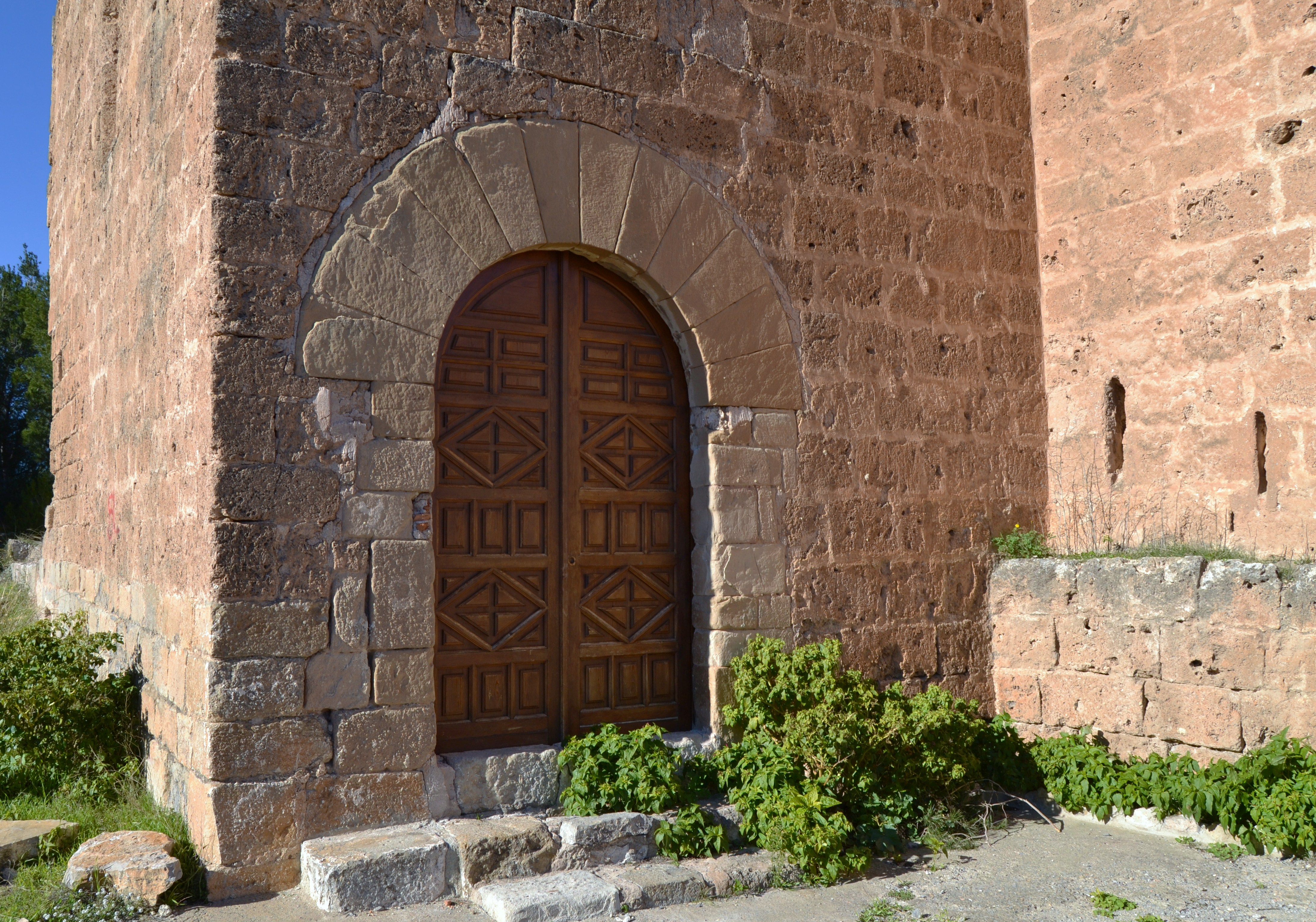
Puerta de la ermita de San Roque.

El segundo recinto surge al producirse una primera expansión descendente de la población hacia la zona baja en la ladera del monte. Se produce este crecimiento en el tardo medievo, y da ligar a un afianzamiento y desarrollo de la villa. Es en este momento en el que se incorpora la [Torre mudéjar de la Alcudia |torre de las Campanas o de la Alcudia]] y su fortificación. Vuelven a quedar restos en la actualidad de este segundo recinto amurallado y sus defensas como son: restos de muros, ocho torres, de las cuales seis son circulares y dos rectangulares, existiendo además dos puertas de acceso al recinto que se abren en las propias torres defensivas como son la del Reloj y la de La Sala.
Vuelve a producirse una nueva expansión de la población que hace necesaria la edificación de un tercer recinto amurallado, esta vez avanzado el siglo XVI, con siete nuevos torreones, de los cuales cuatro son redondos y el resto rectangulares. Se conservan dos puertas, que son parte de los torreones de planta rectangular, la de Los Arcos o de la Rocha del Hospital, que realmente está derruida ya que está en medio del trazado de la antigua carretera nacional y la puerta de San Joaquín y Santa Ana.

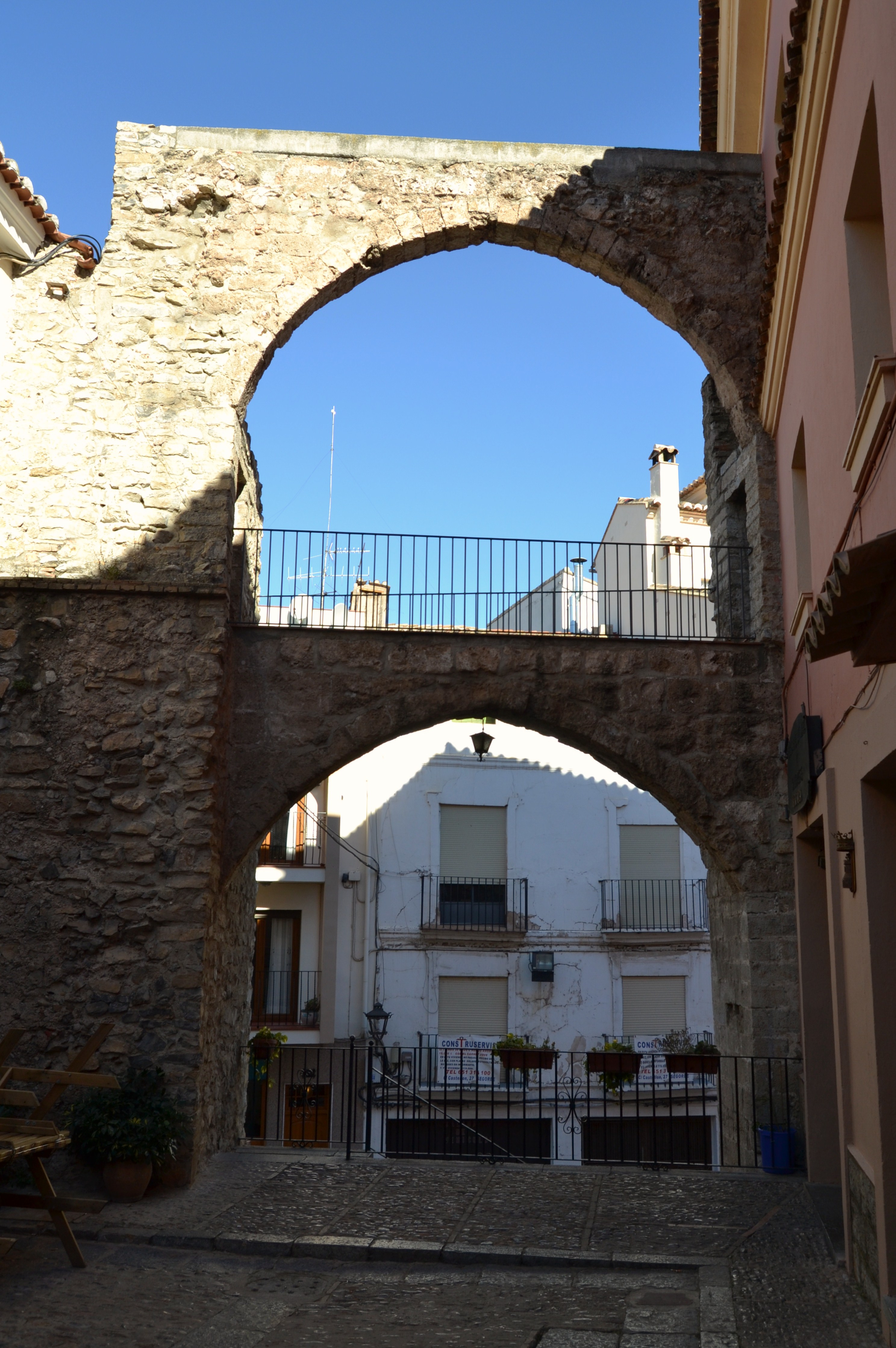
Arco del Hospital.
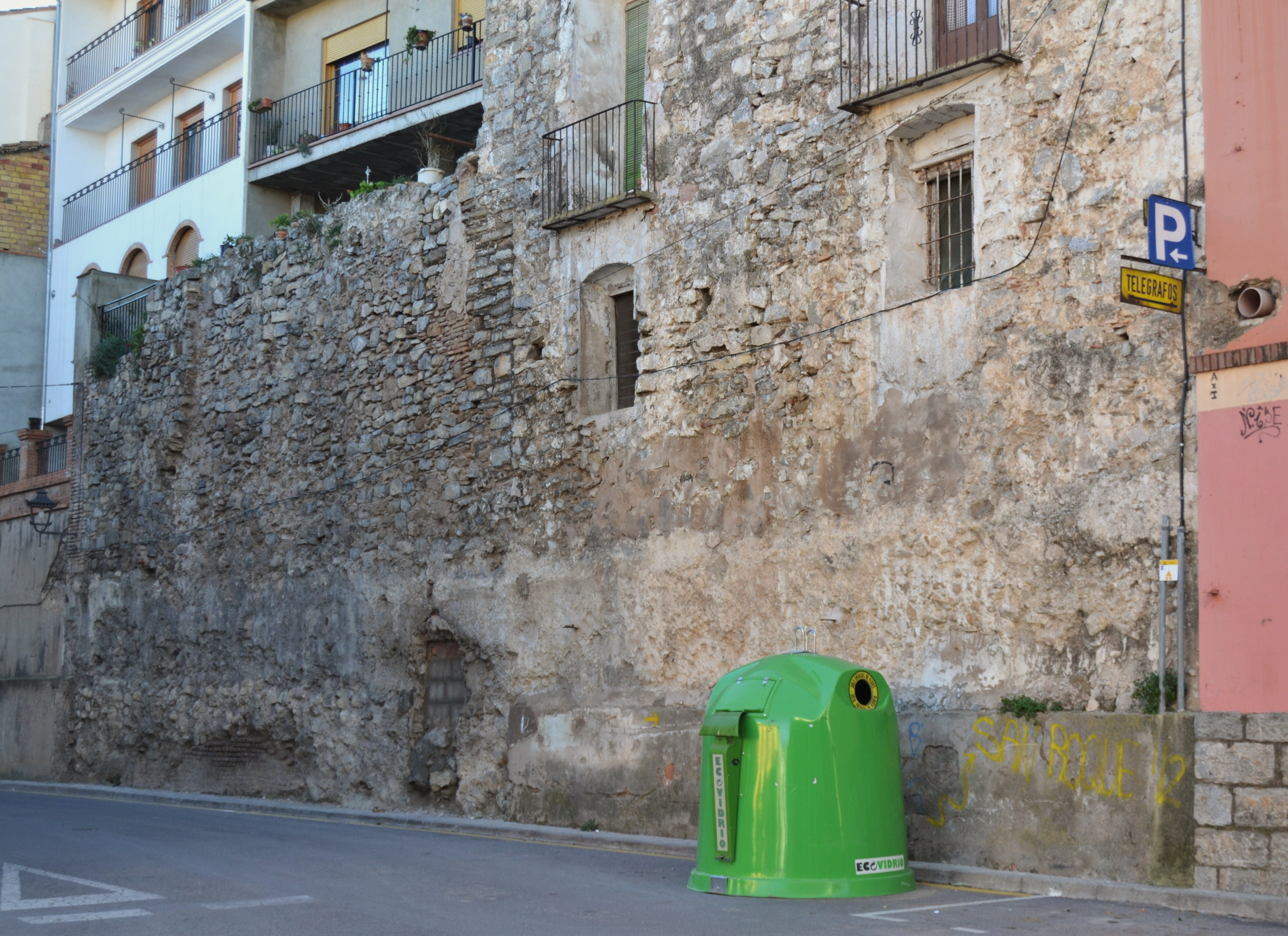
Fragmento de muralla.
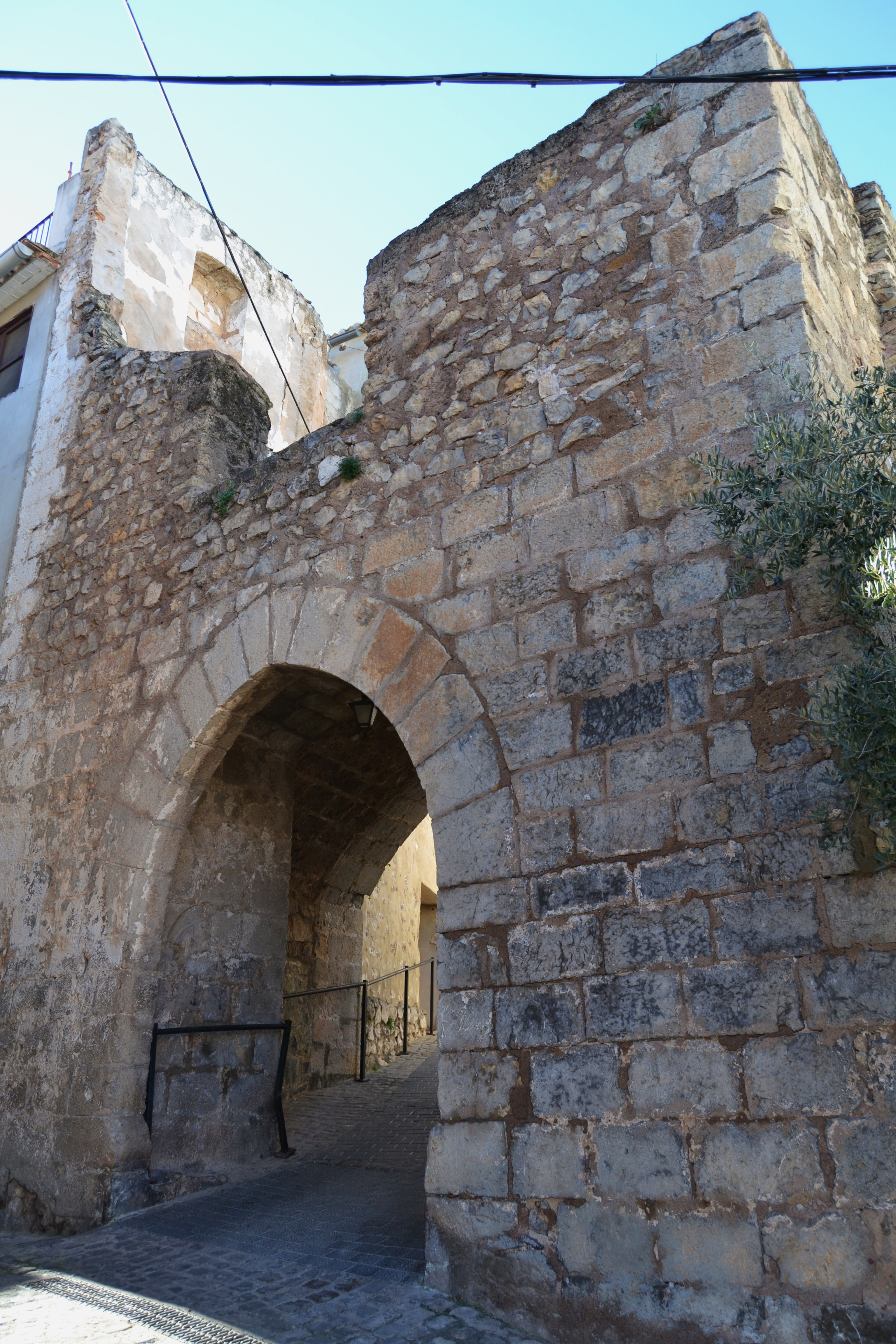
Portal de la Sala.
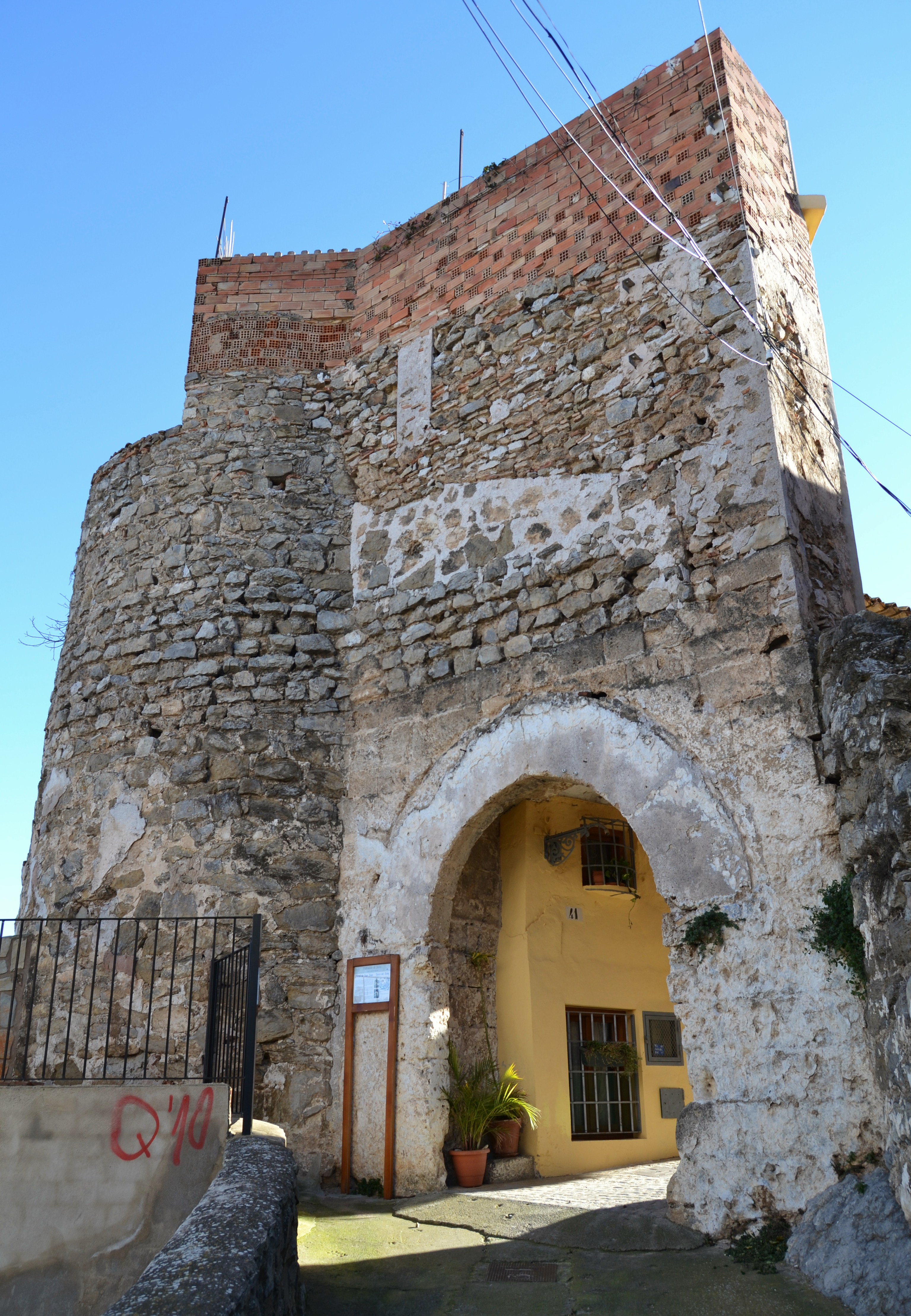
Portal de San Juan y torre del Reloj.
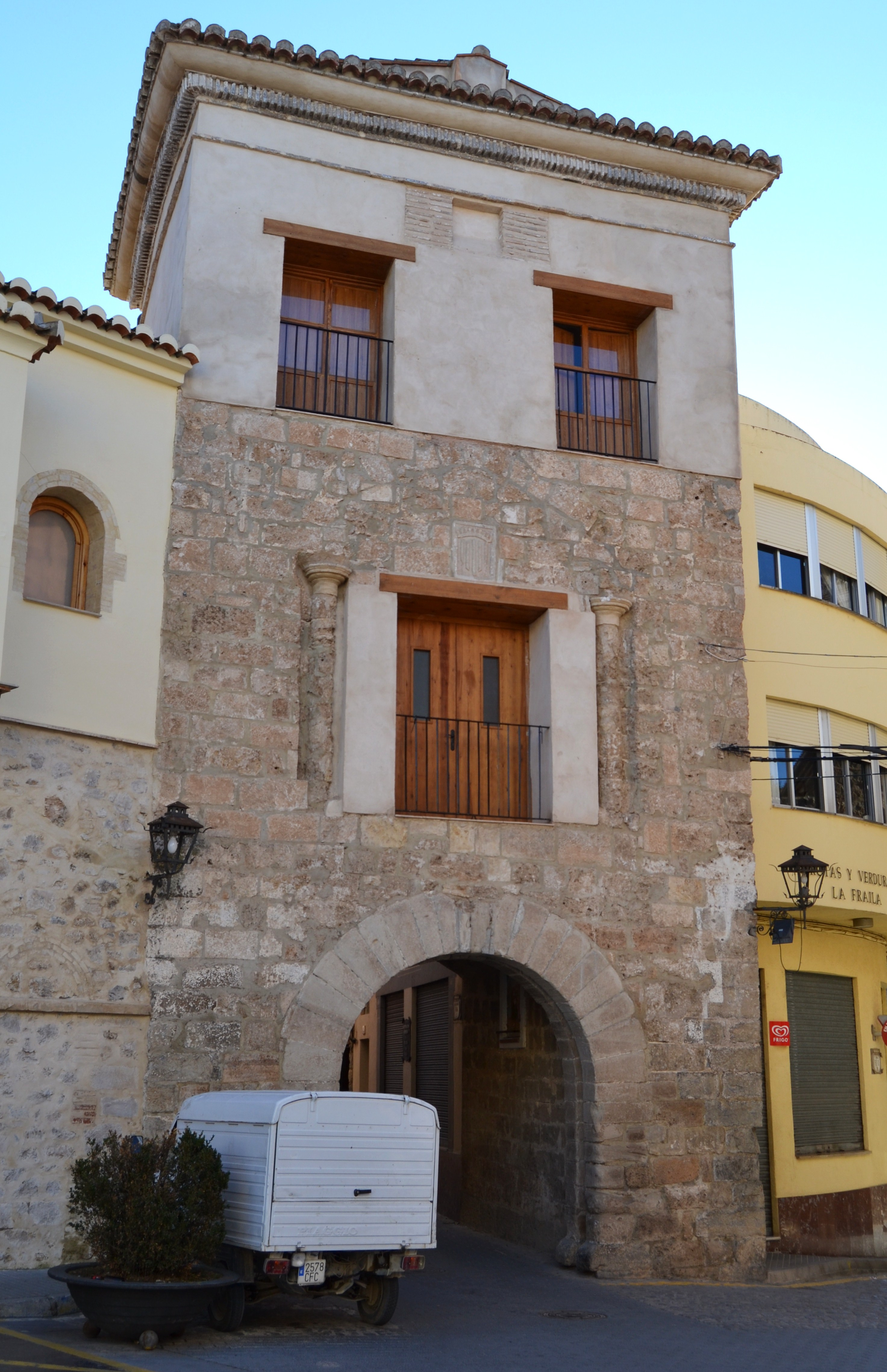
Portal de San Joaquin y Santa Ana o de Teruel.
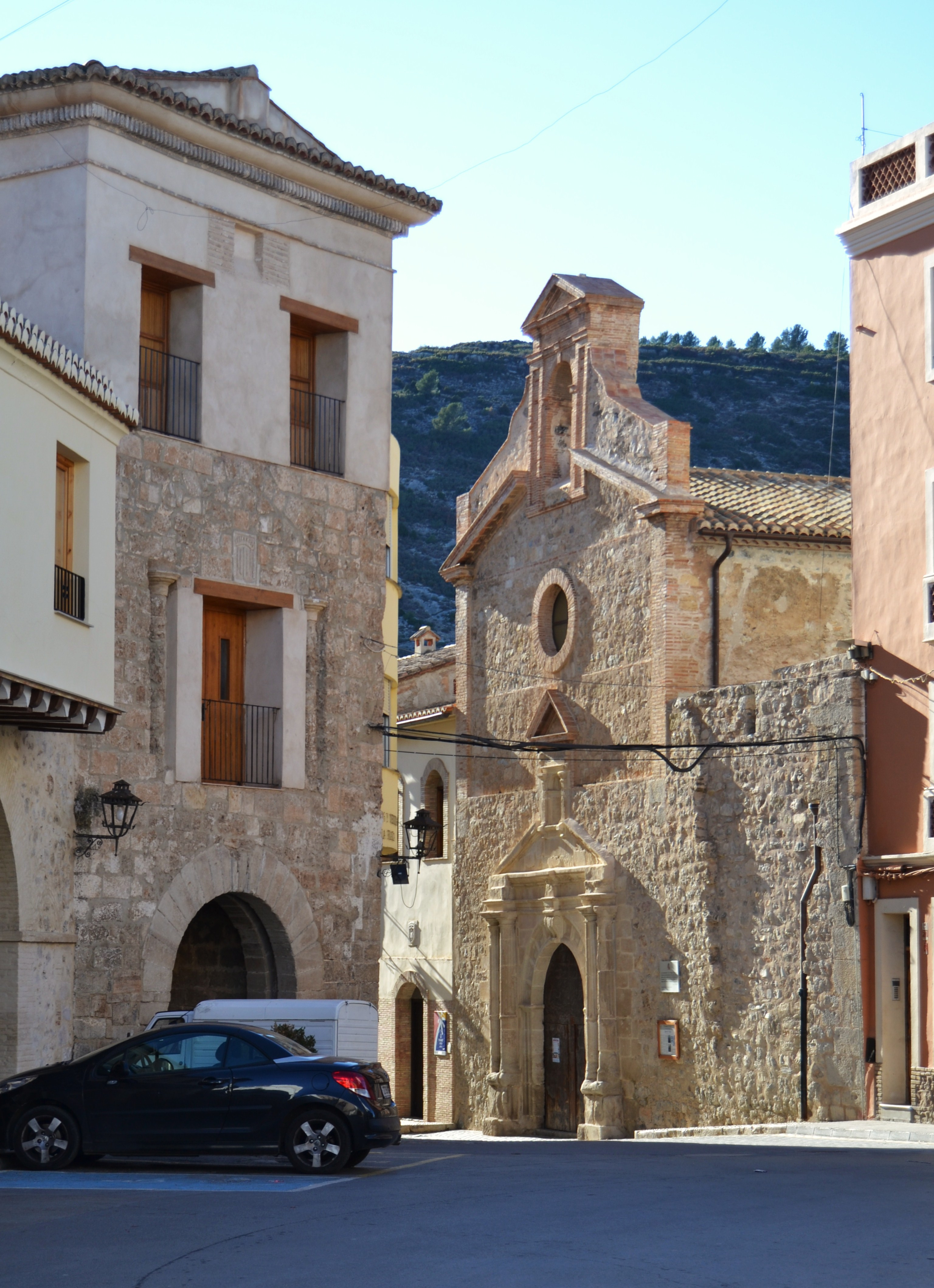
Portal de Teruel e iglesia del Socorro.
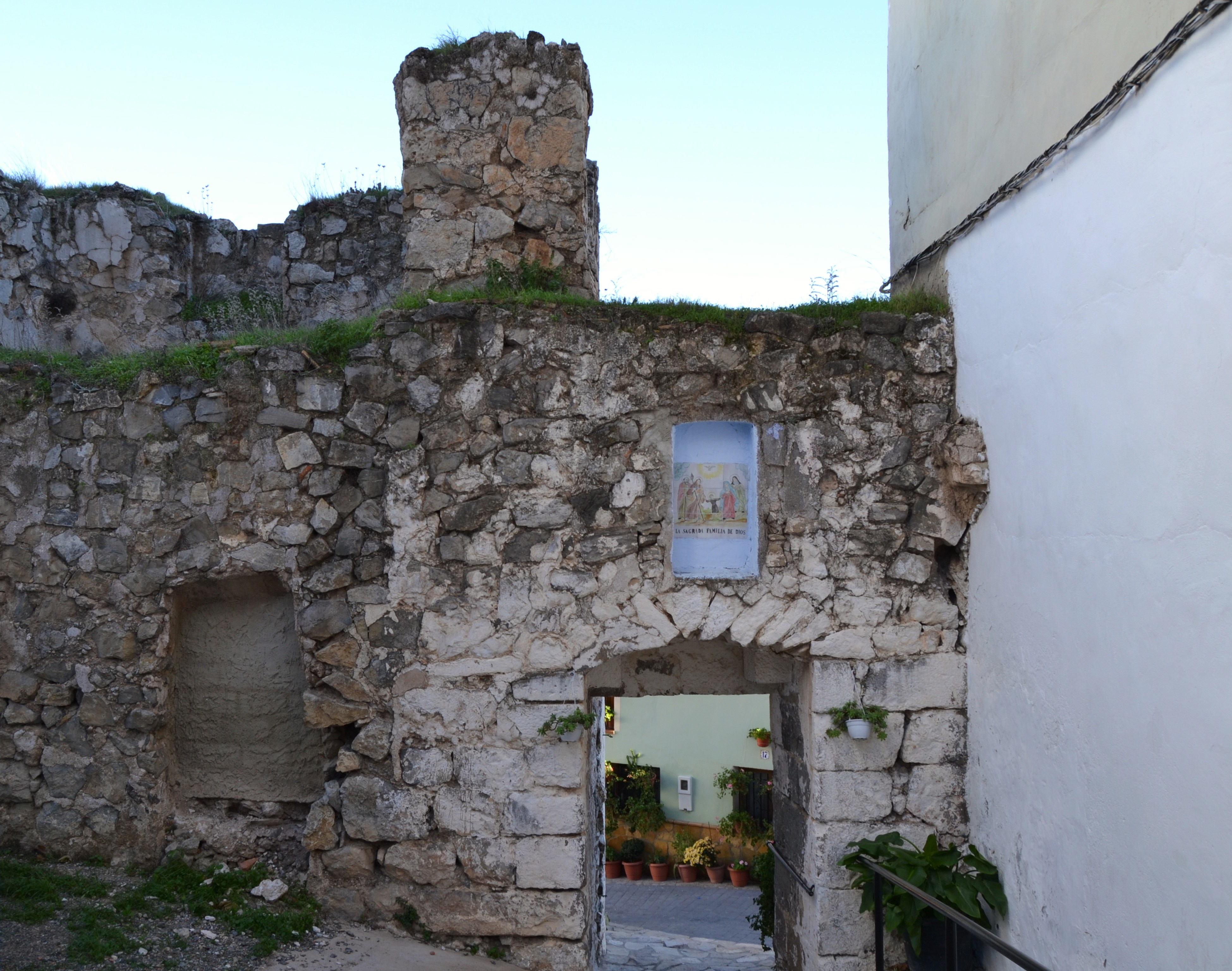
Portalet de San Roque.

Es por esta peculiaridad orográfica de la localidad de Jérica y por su historia, por lo que las calles de la localidad son estrechas y tortuosas, pudiéndose observar más su irregularidad cuanto más cercanas están al castillo. Las calles tienen sentido circular, siguiendo la línea amurallada unas, y transversalmente otras, presentando con frecuencia cuestas debido a la orografía del terreno. Esta disposición de las calles estrechas y tortuosas son una reminiscencia árabe poco alterada durante el medievo. Los edificios son,  de carácter rural, humildes y sencillos, sobre todo en la zona superior. Para su construcción se emplea el tapial, la mampostería y el ladrillo; reservándose la piedra para edificios posteriores o representativos y públicos así como para dar solidez a las puertas de la muralla.

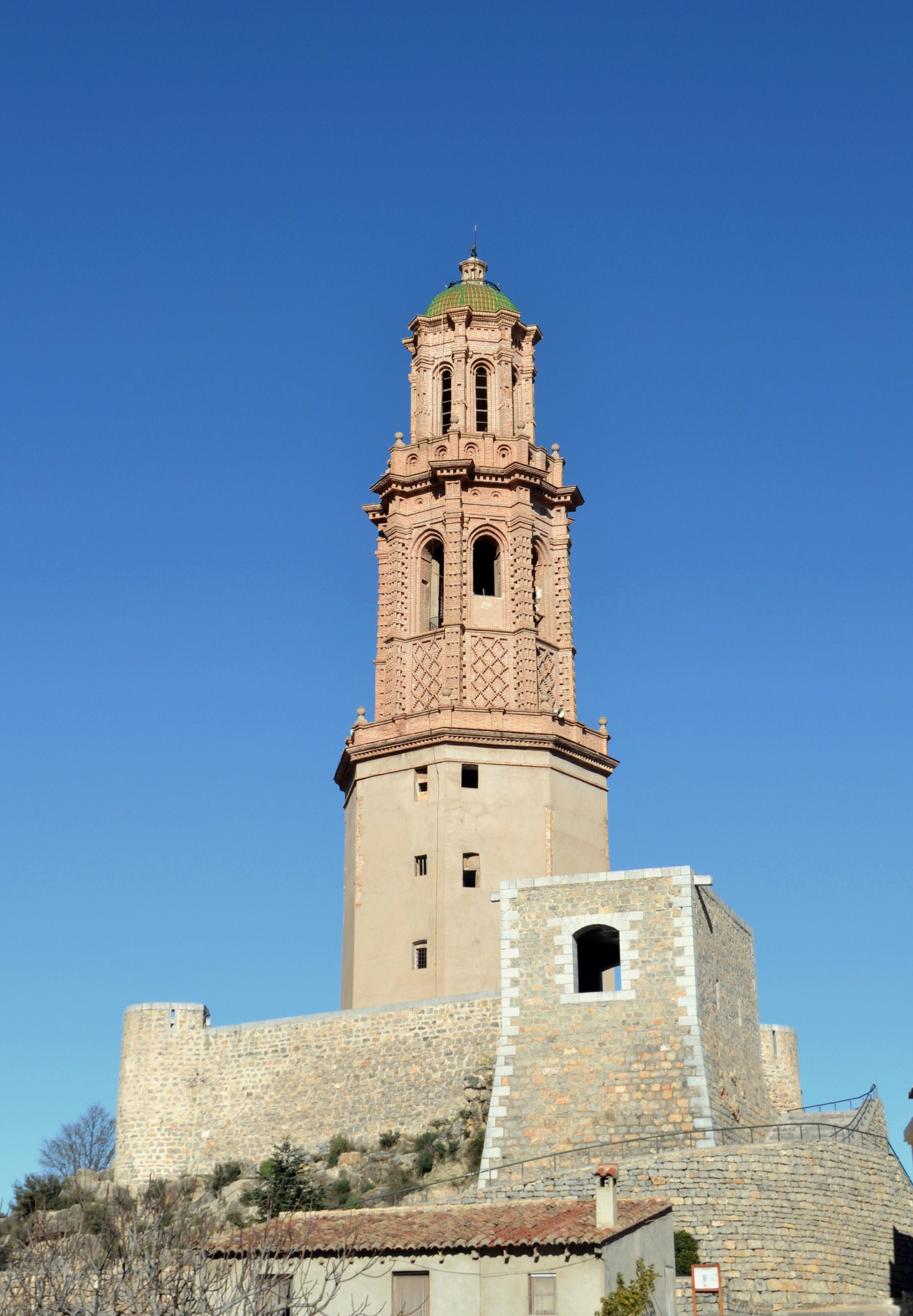
Torre de las Campanas

Suelen ser casas de carácter unifamiliar, en las que la parte de la planta baja es utilizada como cuadra para los animales, la primera planta como vivienda y la superior como granero y almacén de cosechas. El acceso a las casas suele hacerse a partir de una puerta en forma de arco de medio punto en ladrillo o adintelado. Presentan un considerable número de ventanas y balcones que se decoran en tonos claros y brillantes para los vanos y enlucidos o simplemente se encalan a modo de pintura. La estructura de la vivienda es la misma en diferentes zonas, la media y la baja,  pero hay edificaciones más dignas y sólidas. Así se pueden distinguir, como edificios de arquitectura civil singulares bien en su estructura o por razón de algún elemento destacable (arquerías o portadas, por ejemplo): 
varias viviendas junto a la casita de San Roque, en las calles Horno Viejo, La Cambra, Maestro Puchades, Historiador Vayo, Rey Don Jaime, Zalón y Loreto. 
la fuente y portada de acceso a una calle tras ella existente en la plaza Germán Monleón, extramuros.
También existen edificios religiosos singulares; bien destinados al culto,  bien vinculados al ámbito religioso, pero sin una utilización concreta en la actualidad.